# Devrim
| Devrim          | Devrim                                |
| --------------- | ------------------------------------- |
|                 |                                       |
| Produktionsjahr | 1961                                  |
| Motorisierung   | 2.0 L (50 PS)                         |
| Abmessungen     | 4500 mm (L), 1800 mm (B), 1550 mm (H) |
| Leergewicht     | 1250 kg                               |

Devrim (dt.: Revolution) war das erste Automobil, das in der Türkei entworfen und gefertigt wurde.
Seit 1960 gab es Planungen für eine einheimische türkische Automobilproduktion. 1961 veranlasste Präsident Cemal Gürsel, dass 24 Ingenieure aus verschiedenen Fabriken für das Projekt abgezogen wurden, um ein türkisches Auto zu entwickeln und zu produzieren. Es sollte am Tag der Republik am 29. Oktober 1961 der Öffentlichkeit präsentiert werden.
Nach viereinhalb Monaten waren vier Prototypen des Fahrzeugs fertiggestellt, eines in schwarzer Farbe und drei cremefarbene. Das Modell wurde Devrim genannt – das türkische Wort für „Revolution“.
Drei der Fahrzeuge wurden zum Tag der Republik per Eisenbahn nach Ankara transportiert, dabei wurde das schwarze Modell noch während der Fahrt lackiert. Aus Sicherheitsgründen waren die Autos nur mit einem Minimum an Kraftstoff zum Rangieren befüllt. Während der Festlichkeiten sollte Präsident Gürsel eine Ehrenrunde um das Parlamentsgebäude mit dem schwarzen Fahrzeug drehen, allerdings blieb es bereits nach rund 100 Metern mit leerem Tank stehen. Gürsel wechselte in einen der cremefarbenen Devrims und fuhr bis zum Anıtkabir-Mausoleum.
Aufgrund dieser Ereignisse während der Vorführung war der Devrim über Jahre hinweg Anlass für Witze und Spott. Die Presse schrieb: „Der Devrim fuhr 100 Meter und stoppte.“
Der Devrim wurde nie in Serie produziert, unter anderem weil für die handgefertigten Prototypen kaum Dokumente oder technische Zeichnungen vorlagen. Zudem gab es keine funktionierende Zuliefererindustrie. Ein weiterer Grund war die mangelnde Nachfrage; in dieser Zeit waren Autos für die breite Masse potenzieller privater Käufer noch nicht erschwinglich.
Drei der Prototypen wurden zerstört; der einzig verbliebene wird in Eskişehir im Unternehmen Tülomsaş aufbewahrt, wo er damals gebaut worden war.
2008 wurde ein Kinofilm über die Entstehung des Devrim gedreht.